# لهجبین
لهجبین یک منطقهٔ مسکونی در ایران است که در شهرستان ماه‌نشان استان زنجان واقع شده‌است. لهجبین ۲۹ نفر (۵ خانوار) جمعیت دارد.